# La Ronde-Haye
La Ronde-Haye  là một xã thuộc tỉnh Manche trong vùng Normandie tây bắc nước Pháp. Xã này nằm ở khu vực có độ cao trung bình 58 mét trên mực nước biển.